# Sirajeddine Chihi
Sirajeddine Chihi (en árabe: سراج الدين الشيحي‎; Hammam-Lif, Túnez, 16 de abril de 1970) es un exfutbolista de Túnez que jugaba en la posición de centrocampista.

## Carrera

### Club
| Periodo   | Club          |
| --------- | ------------- |
| 1990-1993 | CS Hammam-Lif |
| 1993-2001 | Espérance ST  |
| 2001-2002 | Al-Ahli Dubai |
| 2002-2005 | CS Hammam-Lif |
| 2005-2006 | EGS Gafsa     |

### Selección nacional
Debutó con Túnez el 27 de noviembre de 1991 en la victoria por 5-3 ante Costa de Marfil en un partido amistoso en Ciudad de Túnez, partido en el que también anotó su primer gol internacional. Su último partido internacional fue el 28 de noviembre de 2001 en la victoria por 1-0 sobre Togo en un partido amistoso en Ciudad de Túnez.
Jugó 86 partidos internacionales y anotó cuatro goles; participó en la Copa Mundial de Fútbol de 1998 y en cuatro ediciones de la Copa Africana de Naciones.
| # | Fecha      | Sede                              | Rival           | Marcador | Resultado | Torneo           |
| - | ---------- | --------------------------------- | --------------- | -------- | --------- | ---------------- |
| 1 | 27-11-1991 | Stade El Menzah, Tunis            | Costa de Marfil | 5–2      | 5–3       | Amistoso         |
| 2 | 5-11-1993  | Stade El Menzah, Tunis            | Gabón           | 1–0      | 4–0       | Coupe 7 Novembre |
| 3 | 5-11-1993  | Stade El Menzah, Tunis            | Gabón           | 2–0      | 4–0       | Coupe 7 Novembre |
| 4 | 2-1-1995   | Stade Olympique de Sousse, Sousse | Egipto          | 1–0      | 2–0       | Amistoso         |

## Logros
- CLP-1: 1993, 1994, 1998, 1999, 2000, 2001
- Copa de Túnez: 1997, 1999
- Copa Africana de Clubes Campeones: 1994
- Copa CAF: 1997
- Supercopa de la CAF: 1995
- Recopa Africana: 1998
- Copa Afroasiática: 1995
- Liga de Campeones Árabe: 1993
- Supercopa Árabe: 1996